# Karl Graf (Skirennfahrer)
Karl Graf (* 1904; † 1993) war ein  Schweizer Skirennfahrer der 1930er-Jahre.

## Biografie
Karl Graf war zeitlebens Bergbauer und arbeitete nebenbei auch als Bergführer und Skilehrer. Seinen ersten Wettkampf bestritt er erst im Alter von 28 Jahren mit der Teilnahme am Lauberhornrennen von 1932. Bereits ein Jahr später erreichte er seinen ersten grossen Erfolg mit dem dritten Platz im Abfahrtslauf beim Arlberg-Kandahar-Rennen. In den folgenden Jahren entwickelte sich der Schweizer zu einem Siegläufer in Abfahrt und Slalom und feierte unzählige Erfolge. 1934 wurde er in Andermatt Schweizer Meister im Slalom. Die Sportzeitung Sport schrieb dazu. «Graf ist robust wie Zogg und wendig wie Steuri, eine seltene aber erfolgreiche Kombination.»
Im Jahr der später zu Weltmeisterschaften erklärten FIS-Rennen von Mürren gewann er zum Saisonauftakt 1935 den vom Ski-Club Paris veranstalteten Grand Prix von Megève und blieb auch im Abfahrtslauf und der Alpinen Kombination bei den als Generalprobe für die WM gedachten Rennen zwischen Schweizern und Norwegern in Wengen erfolgreich. Bei den Weltmeisterschaften selbst belegte er in Abfahrt (Sieger Franz Zingerle) und Alpiner Kombination (Sieger Toni Seelos) jeweils den fünften Platz. Grosses Pech hatte Karl Graf bei den Weltmeisterschaften 1936 in Innsbruck, wo er aufgrund eines Fehlers eines Offiziellen im Abfahrtslauf am Patscherkofel um den Weltmeistertitel gebracht wurde. Trotz dieses Vorfalls belegte die Schweizer Mannschaft mit Walter Prager und David Zogg die beiden ersten Ränge.

## Grösste Erfolge
- 5. Platz im Abfahrtslauf der Weltmeisterschaften 1935 in Mürren
- 5. Platz im Slalom der Weltmeisterschaften 1935 in Mürren
- Schweizer Meister im Slalom in Andermatt 1934
- Sieger im Grand Prix von Megève 1935